# Port lotniczy Aek Godang
Port lotniczy Aek Godang (IATA: AEG, ICAO: WIME) – port lotniczy położony w Padang Sidempuan, w prowincji Sumatra Północna, w Indonezji.